# Betsy Gray
Betsy Gray est une Écossaise presbytérienne d'Ulster, fille de paysans de l'extérieur à Lisburn Co. Antrim dans ce qui est aujourd'hui l'Irlande du Nord, morte durant la rébellion de 1798 des Irlandais Unis. Elle est l'objet de nombreuses ballades folks et de poèmes à son sujet écrits depuis son époque jusqu'à nos jours. 
Elle a combattu dans la Bataille de Ballynahinch contre la Yeomanry et a été tuée dans la retraite avec son frère et son amant, en ayant la main droite coupée avant d'être décapitée. 
Elle est une héroïne pour tous en Ulster, à la fois pour les loyalistes et les républicains.